# Campus Alfred Nobel
Campus Alfred Nobel är en del av Örebro universitet som etablerades år 2003 i Karlskoga vid Alfred Nobel Science Park.

## Om Campus
Utbildning på Campus Alfred Nobel syftar främst till forskning inom modellering och simulering men här bedrivs också utbildning i form av uppdragsutbildningar inom kvalitetsutveckling, elektricitet och ritteknik. Ett tätt samarbete förs även med Karlskoga Science Park och de intilliggande företagen.  